# Xác định giá trị doanh nghiệp
Xác định giá trị doanh nghiệp hay còn gọi là định giá doanh nghiệp được hiểu và thừa nhận một cách rộng rãi là việc điều tra chi tiết và đánh giá các hoạt động của công ty nhằm xác định giá trị hiện hữu và tiềm năng của một doanh nghiệp. Đối tượng áp dụng là các công ty đã và đang chuẩn bị cổ phần hóa; các công ty dự kiến sẽ có những thay đổi đáng kể về quyền sở hữu hoặc cơ cấu vốn của công ty: sáp nhập, liên doanh, liên kết, chuyển nhượng vốn, mua bán công ty hoặc nhượng quyền kinh doanh,...; các công ty chuẩn bị phát hành trái phiếu lần đầu tiên ra công chúng hoặc các công ty đang trên đà phát triển và mở rộng quy mô hoạt động, hoặc có sự thay đổi về tổ chức hoạt động sản xuất, kinh doanh.

## Lý do cần xác định giá trị doanh nghiệp
Xác định giá trị doanh nghiệp để nhằm trợ giúp cho quá trình chuyển đổi cơ cấu về vốn chủ sở hữu. Đầu tiên, cổ đông hoặc nhà đầu tư muốn nắm bắt một cách chi tiết về tình hình hiện tại của công ty trước khi đưa ra quyết định cuối cùng. Họ muốn biết các cơ hội và tiềm năng phát triển cho tương lai của doanh nghiệp. Đặc biệt, họ muốn hiểu các khoản nợ ngoài dự kiến, ví dụ các vấn đề về thuế, các nguy cơ tiềm ẩn về kiện tụng, tranh chấp.
Xác định giá trị doanh nghiệp giúp chuẩn bị cho việc phát hành trái phiếu ra công chúng lần đầu (IPO). Thị trường Chứng khoán áp đặt một số yêu cầu và quy tắc nhất định về chủng loại thông tin mà công ty buộc phải công khai trong các văn bản IPO (được gọi là Bản cáo bạch). Quy trình "Xác định giá trị doanh nghiệp" phải xác định và chỉ ra được hoạt động cốt lõi của công ty và các cơ hội cũng như các nhân tố rủi ro. Thành công của IPO phụ thuộc rất nhiều vào quá trình chuẩn bị. Thiếu sự chuẩn bị kỹ lưỡng này, các bên liên quan tới IPO có thể sẽ phải đương đầu với những khó khăn và công ty có thể bị giảm giá trị một cách đáng kể khi niêm yết, do đó sẽ ảnh hưởng xấu tới lợi ích của các chủ sở hữu.
Xác định giá trị doanh nghiệp giúp cải thiện tình hình hoạt động chung của công ty trước thực trạng hoạt động kém hiệu quả. Quá trình xác định giá trị doanh nghiệp sẽ đánh giá một cách khách quan các điểm mạnh và điểm yếu của công ty. Bằng việc xác định và chỉ ra những vấn đề hoặc các khu vực thể hiện rõ nhất các điểm yếu của công ty, quá trình "Xác định giá trị Doanh nghiệp" là một công cụ nhằm giúp công ty đánh giá một cách khách quan hoặc "mở khoá" các cơ hội/tiềm năng và gia tăng giá trị cho các cổ đông hiện tại và tương lai.

## Lợi ích
- Lợi ích của quy trình xác định giá trị doanh nghiệp là khả năng tổng hợp, đánh giá, phân tích và khớp lại các dữ liệu quá quá khứ và triển vọng phát triển trong tương lai của Doanh nghiệp trong một bản báo cáo chính xác và toàn diện.
- Bằng việc xác định các điểm mạnh, điểm yếu và các giá trị cốt lõi của công ty, xác định giá trị doanh nghiệp trở thành một công cụ hữu hiệu giúp công ty hiện thực hoá được cơ hội và gia tăng giá trị cho các cổ đông hoặc nhà đầu tư tương lai.
- Bên cạnh đó, trong các trường hợp cần thiết, sẽ vạch ra các kế hoạch và các kiến nghị chuẩn bị cho các hoạt động tiền và hậu IPO.
- Ngoài ra, xác định giá trị doanh nghiệp còn chỉ ra những thay đổi cần thiết về hệ thống tài chính, cơ cấu thành phần cổ đông hoặc cấu trúc doanh nghiệp bởi quy trình này sẽ tạo ra một diễn đàn mở để công ty có thể thảo luận một cách sâu rộng và xem xét xem những cơ cấu này có đồng nhất và có lợi cho tương lai của công ty hay không.
- Xác định giá trị doanh nghiệp hỗ trợ Hội đồng quản trị và Ban Giám đốc đưa ra những quyết định khó khăn như các hoạt động bán hàng hoặc loại bỏ các hoạt động làm ăn không có lãi hoặc không mang tính mấu chốt, để tập trung vào những hoạt động mang lại giá trị cao
- Xác định giá trị doanh nghiệp đưa ra những phân tích về hệ thống quản trị và điều hành công ty, đồng thời cung cấp những đánh giá về năng lực đối với một số các vị trí nhân lực chủ chốt
- Một dự án Xác định giá trị doanh nghiệp toàn diện và thành công sẽ đem lại những hiệu quả tích cực do đội ngũ chuyên gia tư vấn sẽ phát hiện ra những khu vực làm ăn hiệu quả của công ty, từ đó sẽ đưa ra được những giải pháp phát huy tối đa hiệu quả điểm mạnh đó để gia tăng giá trị cho các cổ đông và chủ doanh nghiệp.

## Kết quả cần đạt được
Bản báo cáo hoặc chứng thư về "Giá trị doanh nghiệp" phản ánh các nội dung gồm tình hình thực trạng của công ty và giá trị hiện tại của công ty và những mong mỏi của cổ đông và những khu vực có thể ảnh hưởng tới giá trị của họ. Bản phân tích phải toàn diện và sâu sắc thực trạng hiện tại và xu hướng phát triển trong tương lai của công ty. Báo cáo cũng phân tích khoảng trống và các đề xuất: xác định vấn đề và các khu vực hoạt động yếu kém; chỉ ra cách thức và phương án hiện thực hóa các cơ hội, tiềm năng và gia tăng giá trị cho các nhà đầu tư tương lai; chỉ ra những yếu kém về cơ cấu, bộ máy quản lý, tổ chức, chính sách tiếp thị, sự bất ổn về cơ cấu thuế; vạch ra những mong đợi và yêu cầu của cơ chế thị trường đối với một công ty khi tham gia niêm yết hoạt động trên thị trường chứng khoán; các đề xuất về tư vấn và hỗ trợ trong suốt quá trình giúp công ty xóa bỏ các khoảng trống trong hoạt động của mình.
Nếu công ty muốn chuyển nhượng hoặc phát hành thêm cổ phiếu, cần có bản tổng hợp các thông tin về công ty để "chào hàng" nhằm giới thiệu với cổ đông và nhà đầu tư giá trị thực của công ty tại thời điểm được nói đến và mô tả một bức tranh rõ nét về triển vọng phát triển của công ty giúp nhà đầu tư, cổ đông dự đoán được khả năng và hiệu quả đầu tư của mình.
Trong trường hợp công ty chuẩn bị phát hành cổ phiếu ra công chúng, cũng cần có "Bản cáo bạch" Về cơ bản, nội dung bản cáo bạch cũng tương tự như bản chào hàng, nhưng theo mẫu của cơ quan có thẩm quyền quản lý thị trường chứng khoán hoặc sàn giao dịch chứng khoán mà công ty niêm yết phát hành.

## Các nội dung cần thẩm định
Các khu vực thẩm định chủ chốt trong quá trình xác định giá trị doanh nghiệp là:

### Các yếu tố chủ quan
- Các báo cáo tài chính – Đảm bảo độ chính xác.
- Tài sản – Xác thực giá trị, tình trạng, và quyền sở hữu.
- Nguồn nhân lực – Xác định điểm mạnh, điểm yếu của đội ngũ nhân viên.
- Chiến lược bán hàng – Phân tích các chính sách bán hàng, bao gồm các đánh giá về tính hiệu quả và không hiệu quả
- Marketing – Xem xét tính hiệu quả của các chương trình, chiến lược marketing
- Lĩnh vực hoạt động – đánh giá lĩnh vực hoạt động của công ty
- Đối thủ cạnh tranh – Hiểu và nắm bắt được các mối đe dọa cạnh tranh tiềm tàng.
- Hệ thống quản lý nội bộ – hiệu quả chưa? Có cần thiết cải tiến không?
- Các vấn đề về luật pháp - thuế, cơ cấu vốn...
- Các hợp đồng và hợp đồng cho thuê
- Hệ thống các nhà cung cấp – Độ tin cậy cũng như các điều khoản thương mại

### Các yếu tố khách quan
- Phân tích ngành
- Ảnh hưởng của tình hình và xu hướng kinh tế quốc gia
- Các yếu tố cạnh tranh bên ngoài

## Các yếu tố đảm bảo sự thành công
Xác định giá trị doanh nghiệp là một quy trình thực hành đòi hỏi một sự tương tác rất lớn giữa các bên tham gia và các yêu cầu nghiêm ngặt về việc cung cấp thông tin, đề nghị, phân tích và đánh giá.
- Tổ chức tư vấn, đánh giá cần được tiếp cận tối đa với nguồn thông tin của doanh nghiệp
- Những mục tiêu đã đặt ra, mong muốn hiện tại và tương lai của các cổ đông trong công ty
- Sự tham gia, cam kết và tương tác mật thiết giữa đội ngũ quản lý trong suốt quá trình sẽ đảm bảo sự thành công của dự án xác định giá trị doanh nghiệp.
- Uy tín của nhà tư vấn và các cam kết, bao gồm cả bảo mật thông tin

## Phương pháp xác định
Hiện nay, người ta thường dùng các phương pháp sau để xác định giá trị doanh nghiệp:
1. Phương pháp giá trị tài sản thuần
2. Phương pháp chiết khấu luồng cổ tức
3. Phương pháp chiết khấu lợi nhuận
4. Phương pháp chiết khấu dòng tiền
5. Phương pháp tỉ số giá/thu nhập (P/E)